# Polycestinae
Polycestinae es una subfamilia de coleópteros polífagos perteneciente a la familia Buprestidae. Tiene una distribución mundial. Hay más de 1250 especies en 82 géneros en 13 tribus.

## Tribus
Se reconocen las siguientes tribus:
- Acmaeoderini
- Astraeini
- Bulini
- Haplostethini
- Paratrachydini
- Perucolini
- Polycestini
- Polyctesini
- Prospherini
- Ptosimini
- Thrincopygini
- Tyndarini
- Xyroscelini